# Quebrada Honda (Coquimbo)
La quebrada Honda es un curso de agua intermitente que fluye en la Región de Coquimbo entre la quebrada Los Choros y el río Elqui. Su nombre se debe al profundo corte que sus aguas han escindido en la terraza marina característica de ese sector costero.
En su parte superior, el mapa de la zona de las FF. AA. de los Estados Unidos de América su nombre cambia a quebrada Corral de Piedras.

## Trayecto
Su trayecto tiene una longitud de solo 30 km, desde su el comienzo del tributario con cabecera más alejada. Se forma de la reunión de la quebrada Toro que desciende del cerro Papilones desde el NE y de la quebrada La Junta que cae del sur. Por el norte le aportan dos o tres quebradillas sin significación. Por el flanco sur o izquierdo se le unen desde el SE las quebradas de La Cal y del Dadín y más abajo, la quebrada Pantanos.
Su trayecto termina en la caleta Hornos, donde asienta el caserío homónimo.

## Caudal y régimen
Su flujo es intermitente y solo las precipitaciones de invierno le dan algún caudal que perdura poco. En el interior, sin embargo, hay algunas vertientes y pozos.: 261 

## Historia
Francisco Solano Asta-Buruaga y Cienfuegos escribió en 1899 en su obra póstuma Diccionario Geográfico de la República de Chile sobre el río: 
Quebrada Honda.-—Cauce profundo y ancho de río seco en el departamento de la Serena al N. de su capital y poco distante al S. del mineral de Higuera. Baja de la serranía oriental á la costa en dirección al occidente y termina en la playa del Pacífico como á 18 kilómetros al S. del puerto de Tortadillo. Es notable por las márgenes escarpadas de su lecho, escomidas por la acción de caudalosa corriente de agua de época desconocida, pues desde la entrada de los primeros españoles al país no se ha visto arrastrarse por ella sino un escaso y perdido arroyo. En su extremo inferior comprende entre sus abiertas márgenes limitados terrazgos de pobre cultivo y un caserío de 280 habitantes.
Luis Risopatrón la describe:: 395 
Honda (Quebrada) 29° 36' 71° 12'. De cauce profundo i ancho, corre hácia el SW entre paredes bien definidas, que rivalizan solamente en unos cuantos metros de altura una con otra, se encorva al W i desemboca seca i pedregosa, en la ribera de la caleta de Los Hornos; como a 2 kilómetros del mar se encuentra un pequeño caserío, en torno de una aguada, en la parte cultivable del valle. 1, XXIII, p. 28 i 29 i carta 89; 66, p. 168; 67, p. 43; 129; 155, p. 606; i 156.

## Población, economía y ecología
En Punta Patache se investiga la posibilidad de mejorar los sistemas atrapanieblas con el fin de obtener agua potable y/o riego.